# 사가현 제2구
사가현 제2구(일본어: 佐賀県第2区)는 일본의 중의원 선거구이다. 

## 역사
1994년 공직선거법 개정으로 신설되었다. 2002년과 2013년 공직선거법이 개정되어 구역 변동이 있었다.

## 지역
- 가라쓰시
- 다쿠시
- 이마리시
- 다케오시
- 가시마시
- 오기시
- 우레시노시
- 히가시마쓰우라군
- 니시마쓰우라군
- 기시마군
- 후지쓰군

## 역대 국회의원
| 선거          | 선거            | 의원              | 정당       |
| ------------- | --------------- | ----------------- | ---------- |
|               | 1996년 제41회   | 이마무라 마사히로 | 자유민주당 |
| 2000년 제42회 |                 | 이마무라 마사히로 | 자유민주당 |
| 2003년 제43회 |                 | 이마무라 마사히로 | 자유민주당 |
| 2005년 제44회 |                 | 이마무라 마사히로 | 자유민주당 |
|               | 2009년 제45회   | 오구시 히로시     | 민주당     |
|               | 2012년 제46회   | 이마무라 마사히로 | 자유민주당 |
| 2014년 제47회 | 후루카와 야스시 |                   | 자유민주당 |
|               | 2017년 제48회   | 오구시 히로시     | 희망의당   |

## 역대 선거 결과

### 2017년 (제48회)
|  | 49.74% |

|  | 46.54% |

|  | 3.72% |

## 같이 보기
- 사가현 선거구